# 에마 헤밍
에마 프랜시스 헤밍(영어: Emma Frances Heming, 1978년 6월 18일 ~ )은 영국의 모델, 배우이다. 몰타에서 잉글랜드인 아버지와 가이아나인 어머니 사이에서 태어났다. 배우 브루스 윌리스와 2009년 결혼하였고 슬하에 두 딸을 두고 있으며, 그의 출연작에 단역으로 출연했다.